# Neoscona triramusa
Neoscona triramusa är en spindelart som beskrevs av Yin och Zhao 1994. Neoscona triramusa ingår i släktet Neoscona och familjen hjulspindlar. Inga underarter finns listade i Catalogue of Life.